# Bogoslovija
Bogoslovija (en serbe cyrillique : Богословија) est un quartier de Belgrade, la capitale de la Serbie. Il est principalement situé dans la municipalité de Palilula, avec des parties qui se trouvent dans la municipalité de Zvezdara. En 2002, il comptait 7 748 habitants.

## Localisation
Le quartier de Bogoslovija s'étend autour de la faculté de théologie orthodoxe de l'université de Belgrade, dans le secteur des rues Dragoslava Srejovića et Mije Kovačevića et du Severni bulevar (le « boulevard du nord »). Il est délimité par les quartiers de Karaburma, à l'est, de Palilula, au sud, et de Ada Huja et Viline Vode, au nord.

## Caractéristiques
Bogoslovija comprend quelques immeubles résidentiels ; en revanche, pour l'essentiel, le quartier est administratif. La Brigade des pompiers de Belgrade y est cantonnée, ainsi que les services du nettoyage de la ville. On y trouve aussi le commissariat de police de Palilula et l'hôpital militaire. Le quartier accueille quelques hauts-lieux du sport serbe, la Hala Pionir et le Omladinski stadion, le stade de l'équipe de football de l'OFK Beograd. Le centre du quartier est le domaine du séminaire de l'Église orthodoxe serbe, qui, avec son campus, a été construit en 1957 et 1958 ; c'est cette institution religieuse qui a donné son nom au quartier tout entier, le terme serbe bogoslovija signifiant « le séminaire ».
Le quartier se caractérise également par une importante circulation automobile. De fait, il est situé au carrefour de nombreuses rues qui donnent accès à de nombreux quartiers de Belgrade, Karaburma, Zvezdara, Mirijevo, Krnjača, Pančevo, Vukov spomenik, Trg republike etc. En conséquence, le quartier de Bogoslovija est l'un des plus pollués de la capitale serbe, ce qui lui a valu le surnom de « point noir écologique »[réf. nécessaire].